# Луконица (озеро)
Луко́ница (бел. Луко́ніца) — озеро в Лепельском районе Витебской области Беларуси. Относится к бассейну реки Лукомка (впадает в озеро Роговское), вытекающей из него.
Площадь поверхности составляет 0,12 км². Длина — 0,53 км, наибольшая ширина — 0,23 км.
Берега низкие, песчаные, поросшие кустарником, местами заболоченные. Озеро окаймлено заболоченной поймой.
Озеро существенно зарастает.